# یوزف هادر
یوزف هادر (انگلیسی: Josef Hader؛ زادهٔ ۱۴ فوریهٔ ۱۹۶۲) یک هنرپیشه اهل اتریش است. وی از سال ۱۹۸۲ میلادی تاکنون مشغول فعالیت بوده‌است.
از فیلم‌ها یا برنامه‌های تلویزیونی که وی در آن نقش داشته‌است می‌توان به ماه آبی و داستان همسرم اشاره کرد.